# Aita Gasparin
Aita Gasparin (Samedan, 9 febbraio 1994) è una biatleta svizzera.
È sorella di Selina ed Elisa, a loro volta biatlete di alto livello.

## Biografia
In Coppa del Mondo ha esordito il 9 dicembre 2012 in staffetta a Hochfilzen (16ª), ai campionati mondiali a Nové Město na Moravě 2013 (94ª nella sprint, 84ª nell'individuale e 13ª nella staffetta) e ai Giochi olimpici invernali a Soči 2014 (60ª nell'individuale e 8ª nella staffetta).
Ai mondiali di Kontiolathi 2015 si è piazzata 80ª nella sprint, 78ª nell'individuale , 21ª nella staffetta e 13ª nella staffetta mista. L'anno dopo ad Oslo Holmenkollen 2016 è stata 73ª nella sprint, 63ª nell'individuale , 16ª nella staffetta e 14ª nella staffetta mista; mentre nella rassegna iridata di Hochfilzen 2017 è giunta 48ª nella sprint, 50ª nell'inseguimento, 28ª nell'individuale, 13ª nella staffetta e 14ª nella staffetta mista. Ha partecipato ai XXIII Giochi olimpici invernali di Pyeongchang 2018 classificandosi 68ª nell'individuale.
La stagione successiva ai mondiali di Östersund 2019 si è posizionata 75ª nella sprint, 13ª nella staffetta e 14ª nella staffetta singola mista. L'8 dicembre 2019 a Östersund ha ottenuto il primo podio in Coppa del Mondo (2ª in staffetta) e ai successivi mondiali di Anterselva 2020 è stata 10ª nella sprint, 10ª nell'inseguimento, 27ª nell'individuale, 21ª nella partenza in linea e 6ª nella staffetta. Ai mondiali di Pokljuka 2021 si è piazzata 33ª nella sprint, 35ª nell'inseguimento e 12ª nella staffetta, a quelli di Oberhof 2023 è stata 20ª nella sprint, 38ª nell'inseguimento, 30ª nella partenza in linea, 27ª nell'individuale e 8ª nella staffetta, a quelli di Nové Město na Moravě 2024 si è classificata 62ª nella sprint, 46ª nell'individuale e 9ª nella staffetta e a quelli di Lenzerheide 2025 si è piazzata 41ª nella sprint, 41ª nell'inseguimento, 20ª nell'individuale, 11ª nella partenza in linea e 14ª nella staffetta. Il 16 marzo 2025 ha conquistato a Pokljuka in staffetta mista individuale la prima vittoria in Coppa del Mondo.

## Palmarès

### Europei
- 1 medaglia:
  - 1 bronzo (staffetta mista ad Arber 2022)

### Coppa del Mondo
- Miglior piazzamento in classifica generale: 24ª nel 2023
- 4 podi (a squadre):
  - 1 vittoria
  - 1 secondo posto
  - 2 terzi posti

#### Coppa del Mondo - vittorie
| Data          | Località | Nazione  | Specialità               |
| ------------- | -------- | -------- | ------------------------ |
| 16 marzo 2025 | Pokljuka | Slovenia | SMX (con Niklas Hartweg) |

Legenda:

SMX = staffetta mista individuale